# Aphaena consimilis
Aphaena consimilis är en insektsart som beskrevs av William Lucas Distant 1914. Aphaena consimilis ingår i släktet Aphaena och familjen lyktstritar. Inga underarter finns listade i Catalogue of Life.